# Landesamt für Ausbildung, Fortbildung und Personalangelegenheiten der Polizei NRW
Das Landesamt für Ausbildung, Fortbildung und Personalangelegenheiten der Polizei Nordrhein-Westfalen (kurz LAFP NRW) ist eine der drei Landesoberbehörden der Polizei Nordrhein-Westfalen, neben dem Landeskriminalamt Nordrhein-Westfalen (LKA NRW) und dem Landesamt für Zentrale Polizeiliche Dienste (LZPD NRW). Das LAFP NRW ist der zentrale Bildungsdienstleister der Polizei NRW, mit Standorten in ganz Nordrhein-Westfalen. Darüber hinaus übt das LAFP NRW Aufsichtsaufgaben über die Kreispolizeibehörden (KPB) aus und hat eine aufsichtsunterstützende Funktion für das Ministerium des Innern des Landes NRW (IM NRW).

## Geschichte

### Standort Selm-Bork
Nach dem Zweiten Weltkrieg begann ab 1951 auf Basis eines Verwaltungsabkommens mit dem Bund auch Nordrhein-Westfalen mit der Errichtung von Bereitschaftspolizeieinheiten. Am 26. November 1951 marschierte die neu gegliederte 1. Hundertschaft von Münster nach Selm-Bork. Hier bezog sie die noch intakten Gebäude der ehemaligen Luftwaffenmunitionshauptanstalt Bork, die von 1936 bis 1939 errichtet worden war. 1952 folgen die 2., 3. und die 4. Hundertschaft. Im Laufe der 1950er Jahre wurden weitere Wirtschaftsgebäude errichtet.
1969 wurde die Liegenschaft in Selm-Bork zur Direktion der Bereitschaftspolizei NRW (BPD), mit der Folge, dass ihr sämtliche Abteilungen der Bereitschaftspolizei des Landes NRW unterstellt wurden. In den 1970er Jahren wurden moderne Unterkünfte mit 1197 Unterbringungsmöglichkeiten, eine Dreifachsporthalle, eine Schwimmhalle, eine Mensa und ein Heizkraftwerk neu errichtet.
1975 wurde der Werbe- und Auswahldienst der Direktion der Bereitschaftspolizei in Bork unterstellt.
1981 wurde die Film- und Bildstelle von der Bereitschaftspolizei-Abteilung Essen zur Direktion der Bereitschaftspolizei in Bork verlegt.
In den 1990er Jahren wurde die Bereitschaftspolizei in Nordrhein-Westfalen abermals neu organisiert. Die Bereitschaftspolizei verließ den Standort Selm und wurde den Kreispolizeibehörden angegliedert. Die neu gegründete Direktion für Ausbildung der Polizei NRW (PAD) übernahm die Leitungsaufgaben der polizeilichen Ausbildung, das Polizeiausbildungsinstitut Selm (PAI) die Ausbildung in Selm-Bork.
Am 11. September 2003 wurden die bisherigen Polizeieinrichtungen PAI Selm, PAI Schloß Holte-Stukenbrock, PAI Brühl und Linnich, die Polizeifortbildungsinstitute (PFI) Münster, PFI Neuss sowie die Landespolizeischule für Diensthundführer im neu errichteten Institut für Aus- und Fortbildung der Polizei NRW (IAF NRW) zusammengeführt. Damit verloren die bisherigen einzelnen Standorte ihre Eigenständigkeit. Seitdem hat die Leitung der neu strukturierten Behörde ihren Hauptsitz am Standort in Selm-Bork.
Am 1. Juli 2007 wurde das IAF NRW in die neu geschaffene Landesoberbehörde Landesamt für Ausbildung, Fortbildung und Personalangelegenheiten der Polizei NRW überführt.

### Bildungszentrum „Carl Severing“ Münster
1919 errichtete ein Organisationsstab der rheinisch-westfälischen Sicherheitswehr fünf Polizeischulen in ehemaligen Kriegsgefangenenlagern in Münster und Ostwestfalen: zwei im Lager Haus Spital bei Münster-Nienberge, zwei im sog. Rennbahnlager in der Nähe Hammer Straße in Münster und eine im Sennelager nördlich von Paderborn.
Am 20. November 1920 wurde per Erlass des preußischen Innenministers Carl Severing die Polizeischule Münster im Rennbahnlager gegründet, und zwar mit Zuständigkeit für die Schutzpolizei der Provinz Westfalen und den Regierungsbezirk Düsseldorf. Nach einem Großfeuer im Rennbahnlager Ende Februar 1921 bezog die Schule ein Ausweichquartier im Haus Spital, am 18. Mai 1922 schließlich die neue Unterkunft in der Grevener Str. 69–71. Eine Nebenstelle wurde von 1923 bis 1925 in Höxter eingerichtet.
1926 erhielt Bonn eine Polizeischule für die Rheinprovinz. Die Polizeischule Münster bekam jetzt die offizielle Bezeichnung Staatliche Polizeischule Münster. Sie belegte ab 1928 einen Teil, ab 1930 die gesamte Aegidiikaserne. Im April 1934 wurde sie als Landespolizeischule der Landespolizei zugeordnet, im Oktober 1934 als Landespolizeiabteilung Teil der Polizeigruppe Dortmund.
Am 9. April 1935 wurde sie in das Generalkommando der Wehrmacht übernommen, so dass am Standort Münster keine Polizeischule mehr existierte.
Nach dem Zweiten Weltkrieg lief in der neu gegründeten Zentral-Polizeischule für die britische Zone in Hiltrup (heute: Deutsche Hochschule der Polizei) der 1. Polizei-Fachlehrer-Überprüfungslehrgang für etwa 30 Polizeibeamte. Der Leiter dieser Polizeischule erhielt den Auftrag zur Gründung einer Polizeischule im Haus Spital. Am 5. September 1945 fand im Beisein von Vertretern der alliierten Militärregierung die offizielle Eröffnung der Polizeischule statt. Sie erhielt Bekanntheit unter dem Namen Regional-Polizeischule-Münster.
Mit dem 1. Januar 1947 wurde die deutsche Polizei der britischen Oberhoheit entzogen. Sie unterstand von nun an den deutschen Stellen, glich in ihrer Organisation aber weiterhin dem englischen Vorbild. Die damals in Münster, Düsseldorf, Bonn und Wuppertal bestehenden Polizeischulen unterstanden als nunmehrige Landes-Polizeischulen unmittelbar dem neu gebildeten Land Nordrhein-Westfalen. Am 15. Februar 1947 erhielt die Regional-Polizeischule Münster die Bezeichnung Landes-Polizeischule Münster (LPS).
Am 5. April 1949 begann auf dem Gelände der ehemaligen Schlieffen-Kaserne an der Weseler Straße der Schulbetrieb und am 26. April 1949 wurde sie als Landespolizeischule Carl Severing in Gegenwart des Namensgebers eröffnet. Sie existierte bis zum 31. Oktober 1974, in den letzten fünf Jahren parallel zur Höheren Landespolizeischule Nordrhein-Westfalen, die am 1. Oktober 1969 auf dem gleichen Gelände ihren Betrieb aufnahm.
Nach dem Auslaufen der Landespolizeischule und der Übernahme all ihrer Gebäude wurde sie ab dem 1. Januar 1975 zur Höheren Landespolizeischule „Carl Severing“  (HLPS), die von 1985 bis 2003 eine Fortbildungsstätte in Essen als Außenstelle Schloß Schellenberg betrieb.
Ab 15. März 1996 erfolgte die Umbenennung in Polizeifortbildungsinstitut „Carl Severing“ Münster (PFI „CS“ Münster) mit Standorten in Essen-Schellenberg, Selm-Bork, Hemer, Linnich und Teveren.
Am 11. September 2003 wurde es als Bildungszentrum „Carl Severing“ Münster in das neu gegründete Institut für Aus- und Fortbildung der Polizei NRW (IAF NRW), 2007 in das Landesamt für Ausbildung, Fortbildung, Personalangelegenheiten der Polizei Nordrhein-Westfalen (LAFP NRW), überführt.

### Bildungszentrum "Erich Klausener" Schloß Holte-Stukenbrock
Das Bildungszentrum „Erich Klausener“ befindet sich in Ostwestfalen und liegt in der Stadt Schloß Holte-Stukenbrock. Die Liegenschaft wird seit Mitte der 60er Jahre für polizeiliche Zwecke genutzt.
Zuvor befanden sich auf dem Gelände von 1941–1945 das Kriegsgefangenenlager STALAG 326 der deutschen Wehrmacht; von 1946–1947 das Internierungslager Eselheide für deutsche Kriegsgefangene und von 1948–1970 das Sozialwerk Stukenbrock zur Aufnahme von deutschen Flüchtlingen und Vertriebenen aus den ehemals deutschen Ostgebieten.
Ein Teil der Gebäude aus diesen Zeiten bestehen heute noch und stehen unter Denkmalschutz.
Seit der Mitte der 60er Jahre wird das Gelände durch die Polizei NRW genutzt.
Im Bildungszentrum „Erich Klausener“ befinden sich heute verschiedene Einrichtungen zur Aus- und Fortbildung der Polizei NRW.
Unter anderem werden fachpraktische Ausbildungsinhalte für Kommissaranwärterinnen und -anwärter des gehobenen Polizeivollzugsdienstes durchgeführt.
Ein weiterer Schwerpunkt liegt im Bereich des Diensthundwesens.
Die Diensthundführer des Landes NRW erhalten hier durch zahlreiche Einführungs- und Anpassungsfortbildungen eine umfassende Qualifizierung. Zudem wird vor Ort der eigene Nachwuchs an Diensthunden gezüchtet.

## Behördenleiter
1. Dieter Schmidt (2007–2015)
2. Michael Frücht (2015–2021)[6]
3. Christine Frücht (2022–Mai 2024)[7]

## Standorte und Liegenschaften

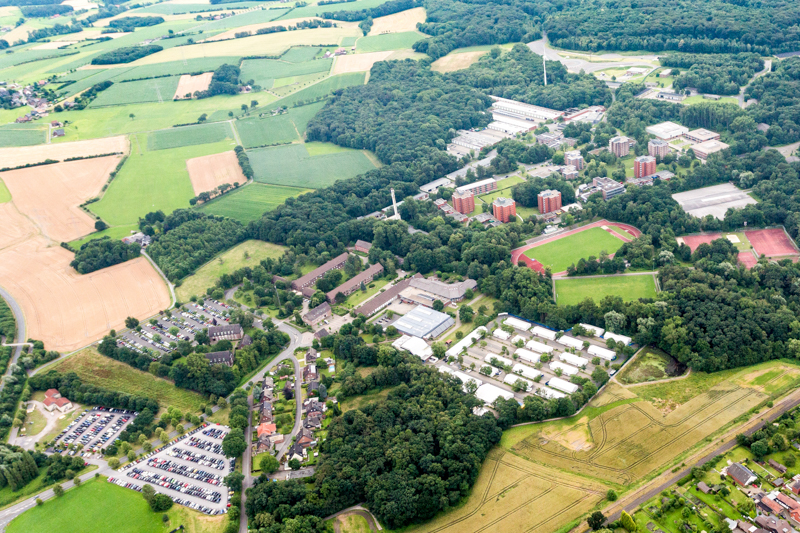
LAFP NRW – Liegenschaft Selm

Das LAFP NRW hat seinen Hauptsitz in Selm, darüber hinaus gibt es Liegenschaften und Standorte in Brühl, Neuss, Schloß Holte-Stukenbrock und Münster.
| Ort                      | Bezeichnung                                                |
| ------------------------ | ---------------------------------------------------------- |
| Selm-Bork                | LAFP NRW Selm                                              |
| Brühl                    | Bildungszentrum Brühl                                      |
| Neuss                    | Bildungszentrum Neuss                                      |
| Schloß Holte-Stukenbrock | Bildungszentrum „Erich Klausener“ Schloß Holte-Stukenbrock |
| Münster                  | Bildungszentrum „Carl Severing“ Münster                    |
| Hemer                    | Trainingszentrum Hemer                                     |
| Hagen                    | Standort Hagen (Landespolizeiorchester NRW)                |
| Everswinkel              | Trainingszentrum Everswinkel                               |
| Teveren                  | Trainingszentrum Teveren                                   |
| Mönchengladbach          | Trainingszentrum Rheindahlen                               |

Für das Fahrsicherheitstraining unterhält das LAFP NRW Trainingszentren in Everswinkel und Teveren.
Angrenzend an die Liegenschaft am Hauptsitz in Selm, hat das LAFP NRW, auf dem ehemaligen Gelände des von der Bundeswehr aufgegebenen Gerätedepots Selm-Bork, ein Trainingszentrum eingerichtet, auf dem Übungen der Aus- und Fortbildung stattfinden.

## Aufgaben
Das LAFP NRW hat vielfältige Aufgaben, insbesondere
- die Ausbildung für die Laufbahngruppe 2.1 (ehemals gehobener Polizeivollzugsdienst), gemeinsam mit der Hochschule für Polizei und öffentliche Verwaltung Nordrhein-Westfalen und den Ausbildungsbehörden (Kreispolizeibehörden der Polizei NRW)
- die Ausbildung für die Laufbahngruppe 2.2 (ehemals höherer Polizeivollzugsdienst) gemeinsam mit der Deutschen Hochschule der Polizei
- die Aus- und Fortbildung der Spezialeinheiten der Polizei NRW sowie anderer Bundesländer
- die Ausbildung der Diensthunde sowie die Fortbildung der Diensthundführer der Polizei NRW
- die zentrale Fortbildung aller Polizeibediensteten
- die Vorbereitung von Polizeibeamten auf Auslandseinsätze
- die Bearbeitung von landesweiten Personalangelegenheiten (z. B. Disziplinarangelegenheiten)
- die Beratung von Polizeibehörden und -Einrichtungen zum Beispiel bei der Personal- und Organisationsentwicklung
- Werbung und Auswahl der Bewerberinnen und Bewerber für den Polizeidienst in NRW[9]
- Auswahl geeigneter Bewerberinnen und Bewerber für die Spezialeinheiten der Polizei NRW

Die Polizei NRW unterhält als einzige deutsche Landespolizei eine eigene Diensthundzucht beim LAFP NRW in der Liegenschaft in Schloß Holte-Stukenbrock. Hier sind auch die speziellen Spürhunde (Leichenspürhunde, Brandmittelspürhunde, Mantrailinghunde) der Polizei NRW zentral untergebracht, welche die einzigen operativen Kräfte des LAFP NRW darstellen.
Auch das Landespolizeiorchester NRW ist dem LAFP NRW zugeordnet.

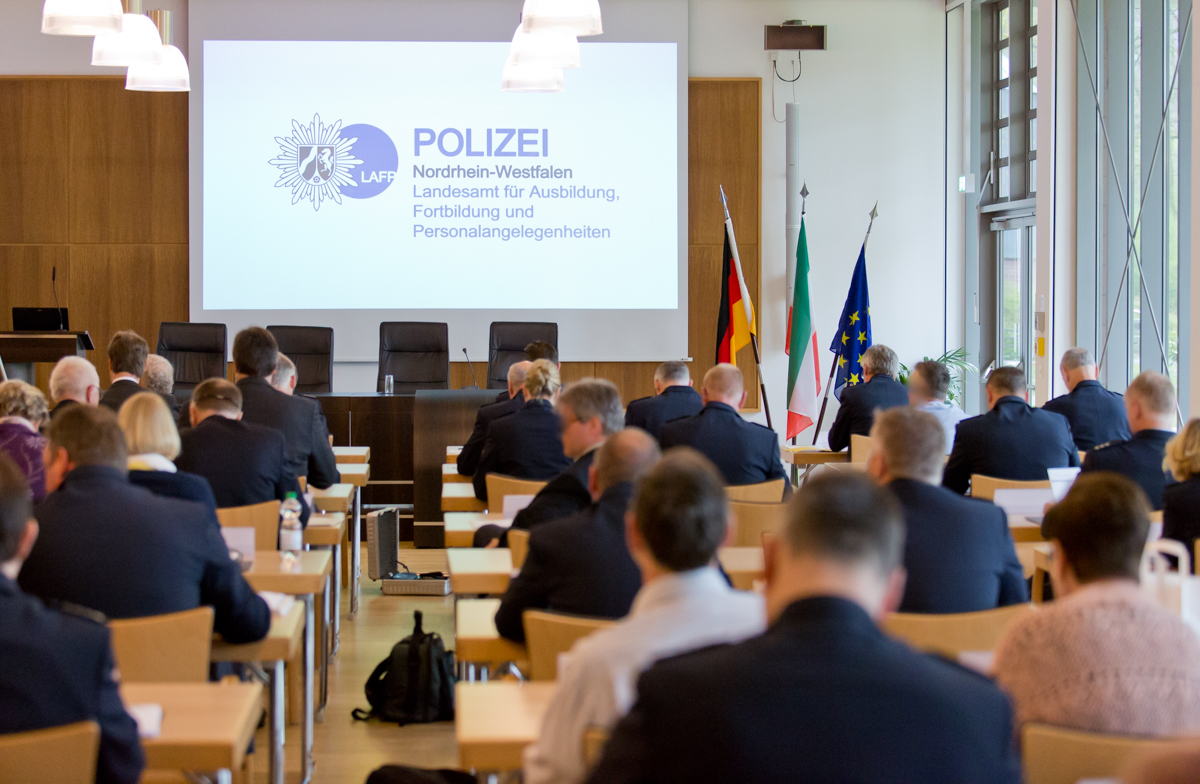
Fortbildung in der Aula des LAFP NRW in Selm
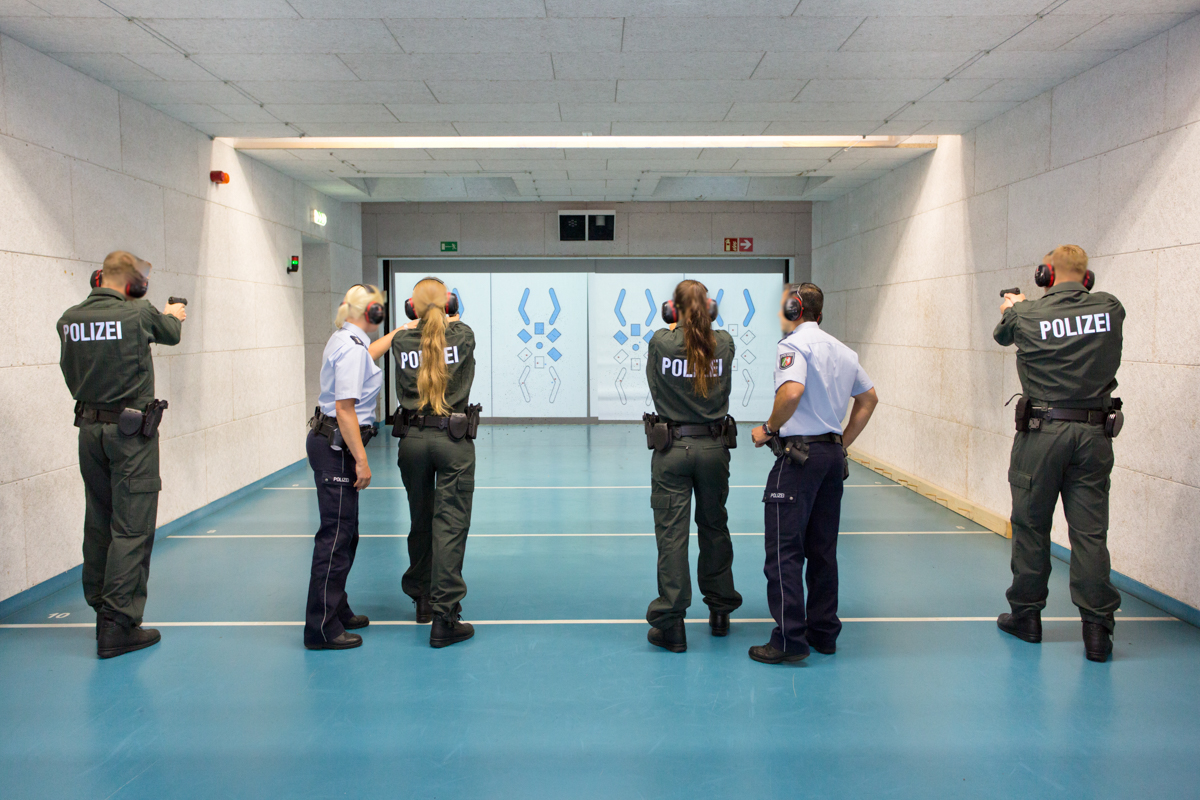
Schießtraining in der Ausbildung beim LAFP NRW in Selm
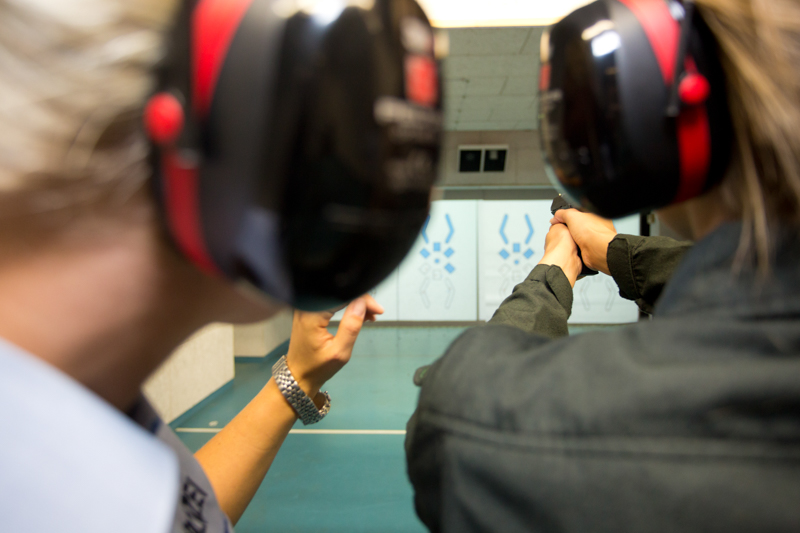
Schießtraining in der Ausbildung beim LAFP NRW in Selm
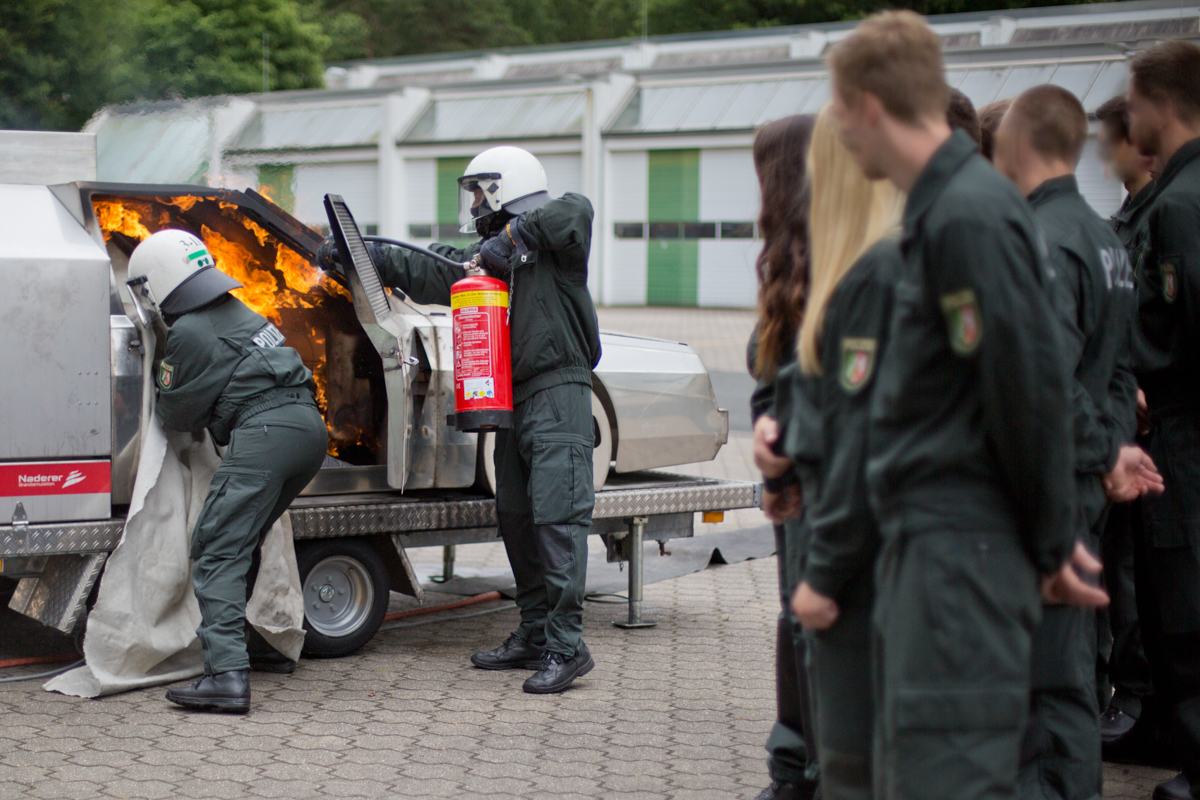
Feuerlöschtraining in der Ausbildung beim LAFP NRW in Selm

## Organisation

### Leitungsstab
- Sachgebiet Leitungsstab 1: Führung und Steuerung, zentrale Poststeuerung, Grundsatzangelegenheiten, Behördenstrategie und -controlling
- Sachgebiet Leitungsstab 2: Organisationsentwicklung, Behördenstrategie und -controlling, E-Government, Innenrevision, Geheimschutz, Projektmanagement, Prozessmanagement, Gremien, Notfallmanagement
- Sachgebiet Leitungsstab 3: Presse- und (landeszentrale) Öffentlichkeitsarbeit, landeszentrales Genehmigungsverfahren Medien, Online-Kommunikation
- Sachgebiet Leitungsstab 4: Landespolizeiorchester NRW

### Abteilung 1 –  Fachbereich Fortbildung Gefahrenabwehr / Einsatz
- Dezernat 11: Einsatzbewältigung im täglichen Dienst
- Dezernat 12: Einsatzbewältigung in besonderen Lagen
- Dezernat 13: Auslandsverwendungen
- Dezernat 14: Diensthundwesen

### Abteilung 2 – Fachbereich Fortbildung Kriminalität / Verkehr
- Dezernat 21: Kriminalfachliche Einführungsfortbildung
- Dezernat 22: Kriminalfachliche Spezialfortbildung / Wissenschaftliche und operative Unterstützung
- Dezernat 23: Cybercrime / Kriminaltechnische Querschnittsaufgaben
- Dezernat 24: Verkehrsunfallaufnahme und Verkehrsunfallbearbeitung
- Dezernat 25: Verkehrsunfallprävention/Opferschutz und Verkehrsüberwachung

### Abteilung 3 – Fachbereich Fortbildung Führung/Management/Technik, Gesundheitsmanagement und Psychosoziale Unterstützung
- Dezernat 31: Führung und Zusammenarbeit, Fortbildung für Führungskräfte
- Dezernat 32: Recht, Verwaltungsangelegenheiten und Management
- Dezernat 33: Ratsausbildung
- Dezernat 34: Konfliktmanagement, Werteorientierung, IKK, BGMPol und PSU
- Dezernat 35: Digitale Kompetenzen, Informations- und Kommunikationstechnik

### Abteilung 4 – Ausbildung und Koordinierung Bachelor
- Dezernat 41: Ausbildung Selm
- Dezernat 42: Ausbildung Brühl
- Dezernat 43: Ausbildung Schloß Holte-Stukenbrock

### Abteilung 5 – Landeszentrale Personalangelegenheiten, Grundsatzangelegenheiten Fortbildung
- Dezernat 51: Allg. Personalangelegenheiten, Zentralstelle Regierungsbeschäftigte im Polizeidienst (Z RBP), Beschwerdemanagement, Disziplinarrecht, Polizeiärztlicher Dienst, Personalangelegenheiten LG 2.2, landesweite Beurteilungsangelegenheiten
- Dezernat 52: Fachaufsicht Fortbildung, Audits, Landesweites Bildungs- und Medienmanagement
- Dezernat 53: Landeszentrale Personalwerbung und -auswahl

### Zentralabteilung
- Dezernat ZA 1: Haushalts- und Wirtschaftsangelegenheiten, Vergabestelle, Schadenangelegenheiten, wirtschaftliche Angelegenheiten, Behördliches Gesundheitsmanagement
- Dezernat ZA 2: Interne Personalangelegenheiten, interne Fortbildung
- Dezernat ZA 3: Bau- und Liegenschaftsangelegenheiten, Veranstaltungsmanagement, IuK-Technik, Kfz-, Waffen- und Geräteangelegenheiten, Verpflegungsangelegenheiten